# Telefónica O2 Czech Republic

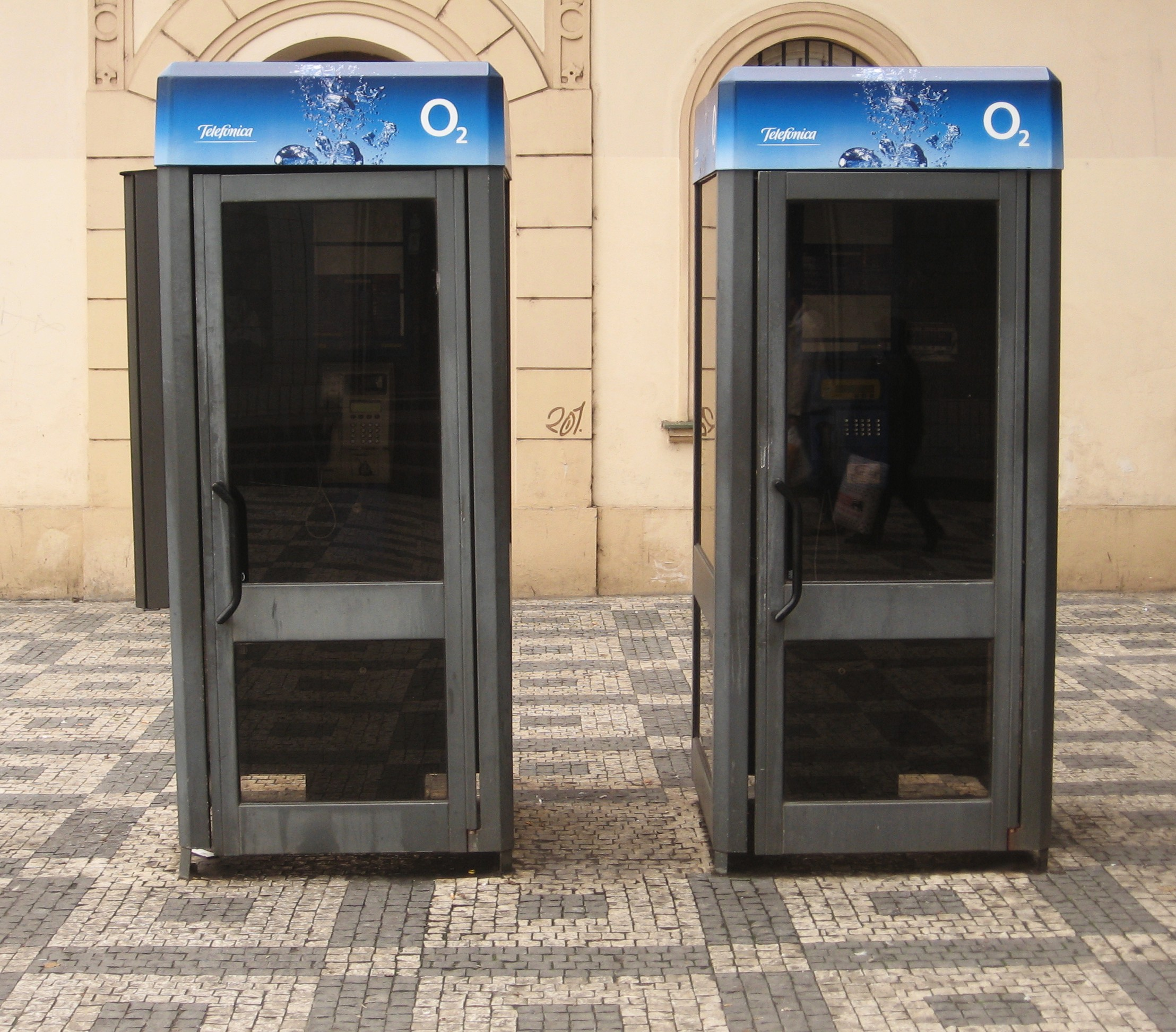
Twee telefooncellen van Telefónica O₂ Czech Republic

Telefónica O2 Czech Republic (Telefónica 2 Tsjechische Republiek) is het grootste telecommunicatiebedrijf in Tsjechië. Het bedrijf beheert het Tsjechische vaste netwerk, een van de drie GSM-netwerken en een van de drie UMTS-netwerken van het land.
De onderneming is ontstaan uit een fusie van Český Telecom (de toenmalige operator voor de vaste lijn) en Eurotel (een provider van mobiele telefonie). Als gezamenlijk bedrijf werd het eigendom van het Spaanse Telefónica in 2005. Het bedrijf wordt geleid door Telefónica's dochtermaatschappij Telefónica Europe plc en de directeur van de Tsjechische afdeling is Salvador Anglada Gonzalez.
Het hoofdkantoor van het bedrijf is gevestigd in de Praagse wijk Žižkov. Telefónica O2 Czech Republic is genoteerd aan de  Praagse effectenbeurs.